# Frank van Mosselveld
Frank van Mosselveld (* 2. Januar 1984 in Waalwijk, Nordbrabant) ist ein niederländischer Fußballspieler, der auf der Position des Verteidigers spielt. Er ist für OJC Rosmalen aktiv. Vorher spielte er für RKC Waalwijk und Willem II Tilburg.